# آلفرد ناویوکس
آلفرد ناویوکس (به آلمانی: Alfred Naujocks) (زاده ۲۰ سپتامبر ۱۹۱۱-مرگ ۴ آوریل ۱۹۶۶) یک نظامی آلمانی در دوره رایش سوم و فرمانده عملیات گلایویتس بود. با شروع این عملیات جنگ جهانی دوم در اروپا آغاز شد.